# Rue de Paris (Metz)
Pour les articles homonymes, voir Rue de Paris.
La rue de Paris est une voie de la commune de Metz, dans le département de la Moselle, en région Lorraine.

## Situation et accès
La rue est goudronnée et se situe dans Les Îles de Metz, à proximité de l’université et du lycée Cormontaigne.

## Origine du nom
Elle porte le nom de la capitale de la France, Paris.

## Historique
C'est une rue dynamique qui fut baptisée au fil du temps la rue des Kebabs car elle en compte plus d'une dizaine. Elle est devenue le repaire des étudiants, et a une mixité.